# Veleszületett szívfejlődési rendellenesség
A veleszületett szívfejlődési rendellenesség egy összefoglaló megnevezés a szív normális működését befolyásoló, születéskor jelen levő anatómiai elváltozásokra. Számos betegség tartozik ide; a tünet nélküli, életminőséget nem befolyásoló állapotoktól a súlyos, orvosi beavatkozást igénylő elváltozásokig. Egyik leggyakoribb típusa a veleszületett fejlődési rendellenességeknek.

## Kialakulása, okai
Többféle állapot befolyásolja az embrióban kialakuló szívfejlődési rendellenesség kockázatát:
- az anya fertőzései, betegségei (például rózsahimlő, rosszul kezelt cukorbetegség)
- az anya által szedett gyógyszerek (pl. ibuprofen)
- az anya életvitele (túlsúly, alkoholfogyasztás, dohányzás)
- genetika

Az élve születések körülbelül 0,8%-ában fordulnak elő. Egyes kromoszóma-eltérések (Down-szindróma, Turner-szindróma) gyakran társulnak szívfejlődési rendellenességekkel.

## Típusai
Szívfejlődési rendellenességek (malformációk) fő típusai:
- A szív üregeinek és összeköttetéseinek rendellenességei, például:
  - Közös artériás törzs (truncus arteriosus communis)
  - Egykamrájú szív (cor univentricularis)
  - A nagy artériák felcserélődése (transpositio arteria)
- A szívsövények rendellenességei (konyhanyelven „lyukas szív”), például:
  - Kamrai sövényhiány (VSD), a leggyakoribb szívfejlődési rendellenesség
  - Pitvari sövényhiány (ASD), a harmadik leggyakoribb szívfejlődési rendellenesség
  - Pitvari-kamrai (atrioventricularis) sövényhiány (AVSD)
  - Fallot-tetralógia, négy fejlődési rendellenesség gyakori együttes megjelenése
- Szívbillentyűk rendellenességei, például:
  - Billentyű-elégtelenség
  - Billentyű-szűkület (stenosis)
  - Ebstein-anomália
- A szív egyéb fejlődési rendellenességei, például:
  - Dextrocardia
  - Levocardia
  - Veleszületett koszorúér-rendellenesség
  - Veleszületett atrioventrikuláris blokk
- A nagy artériák és nagy vénák veleszületett rendellenességei, például:
  - A főütőér és a tüdőverőér közötti összeköttetés nyitvamaradása (ductus Botalli persistens), a második leggyakoribb szívfejlődési rendellenesség
  - A főütőér szűkülete (coarctatio aortae)
  - A tüdővénák transzpozíciója (transpositio vasorum)

## Tünetek és diagnózis
A tünetek a szívfejlődési rendellenesség típusától és súlyosságától függenek. Egyes malformációk tünetmentesek, és nem igényelnek beavatkozást. Más rendellenességek tünetei a cianózis, fáradékonyság, szívzörej (regurgitatio), fejlődésben való visszamaradás, dobverőujjak.
Egyes rendellenességeket (például univentricularis szív) már az anyaméhben diagnosztizálnak. Másokat csak születés után (a leggyakoribb tünet a cianózis), vagy hónapok, évek után (például kisebb sövényhiányok). Gyakori fellépő komplikáció a szívelégtelenség.

## Kezelés
A kezelés a rendellenesség típusától függ. Sok esetben műtéttel korrigálják a malformációt, egyeseknél szívátültetés is szóba jöhet. Az alkalmazott gyógyszerek között vannak a vízhajtók és a digoxin.